# Olands landskommun
Olands landskommun var en tidigare  kommun i Uppsala län.

## Administrativ historik
Kommunen bildades som storkommun vid kommunreformen 1952 genom sammanläggning av de tidigare kommunerna Alunda, Ekeby, Skäfthammar, Stavby och Tuna, samtliga i Olands härad, varifrån kommunen fick sitt namn. År 1967 gick Rasbo landskommun upp i Olands landskommun.
1971 ombildades landskommunen till Olands kommun. 1974 delades kommunen åter, varvid Alunda, Ekeby och Skäfthammars församlingar gick till Östhammars kommun medan övriga gick till Uppsala kommun.
Kommunkoden var 0312.

### Kyrklig tillhörighet
I kyrkligt hänseende tillhörde kommunen församlingarna Alunda, Ekeby, Skäfthammar, Stavby och Tuna. Den 1 januari 1967 tillkom Rasbo församling och Rasbokils församling.

## Geografi
Olands landskommun omfattade den 1 januari 1952 en areal av 394,40 km², varav 382,51 km² land. Efter nymätningar och arealberäkningar färdiga den 1 januari 1956 omfattade landskommunen den 1 november 1960 (enligt indelningen den 1 januari 1961) en areal av 400,51 km², varav 392,58 km² land.

### Tätorter i kommunen 1960
| Tätort | Folkmängd |
| ------ | --------- |
| Gimo   | 1 248     |
| Alunda | 628       |
| Skoby  | 250       |

Tätortsgraden i kommunen var den 1 november 1960 33,9 procent.

## Politik

### Mandatfördelning i valen 1950–1970
| 17 | 14 | 6 | 3 |

| 40 |

| 17 | 2 | 11 | 5 | 5 |

| 38 |

| 17 | 13 | 4 | 6 |

| 36 |

| 18 | 13 | 5 | 4 |

| 38 |

| 17 | 13 | 5 | 5 |

| 35 |

|  | 18 | 13 | 4 |  | 4 |

| 35 | 6 |